# Cristóbal Arteaga
Cristóbal Arteaga Rozas (Santiago de Chile, 1979) es un director, guionista y productor de cine independiente chileno, que alterna su trabajo entre Chile y España.

## Biografía
Estudió publicidad y, en 2002, se licenció en la Escuela de Publicidad de la Universidad del Pacífico (Chile). El 2003 viajó a España y allí cursó un Máster en Comunicación Corporativa en la Universidad Complutense de Madrid. Trabajó varios años como director creativo en Young and Rubicam, Lowe Partners y Leche, agencias de Chile y España. Su trabajo creativo fue reconocido en los festivales publicitarios de Cannes, El ojo de Iberoamérica, Wave Festival y Eagle Awards.
En 2006 estudió guion en la Universidad Católica de Chile y en 2008 fue seleccionado para participar en el Australab del Festival de Cine de Valdivia; en 2008 y 2009 ganó becas de guion de Chile con los largometrajes Manual de Instrucciones para Olvidar (2008) y Te invito a mi funeral (2009), coescritos con Álvaro Becker bajo la asesoría de Julio Rojas y Coral Cruz respectivamente. 
En 2011 se trasladó a Madrid, donde estudió dirección y guion en el Instituto del Cine de Madrid. Allí realizó varios cortometrajes y escribió y rodó Faro sin Isla, su primer largometraje. El segundo, rodado íntegramente en plano-secuencia, fue El triste olor de la carne (2013), estrenado en la sección Forum of independents de Karlovy Vary 2013 y ganador de la sección "Resistencias" del Festival de Cine Europeo de Sevilla (2013), fue seleccionado en la sección Límites del Festival Internacional de Cine de Gijón 2013 y obtuvo mención especial de actuación en el Festival de cine internacional de Orense entre otros. Se trata de un filme que retrata la crisis económica en la persona de un ejecutivo despedido, desahuciado y comido por las deudas. Ave y nada (2015), su tercer largometraje, explora el mito de la creación, y fue rodado sin diálogos en un paradisíaco bosque primordial. La declaración de los objetos (2017), indaga en el tema del maltrato dentro de una pareja homosexual femenina y fue estrenado en la sección oficial de Zinegoak 2017.
Su película As mortes (2019), rodada en gallego y blanco y negro, es un thriller rural que reflexiona sobre las relaciones humanas, fue estrenado en la sección Rellumes del Festival de Gijón.

## Filmografía
| Año  | Título                               | Director | Guionista |
| ---- | ------------------------------------ | -------- | --------- |
| 2008 | Manual de instrucciones para olvidar | No       | Sí        |
| 2009 | Te invito a mi funeral               | No       | Sí        |
| 2010 | Diez años y un día                   | No       | Sí        |
| 2013 | Faro sin isla                        | Sí       | Sí        |
| 2013 | El triste olor de la carne           | Sí       | Sí        |
| 2015 | Ave y nada                           | Sí       | Sí        |
| 2016 | La declaración de los objetos        | Sí       | Sí        |
| 2019 | As mortes                            | Sí       | Sí        |